# Asclepias subulata

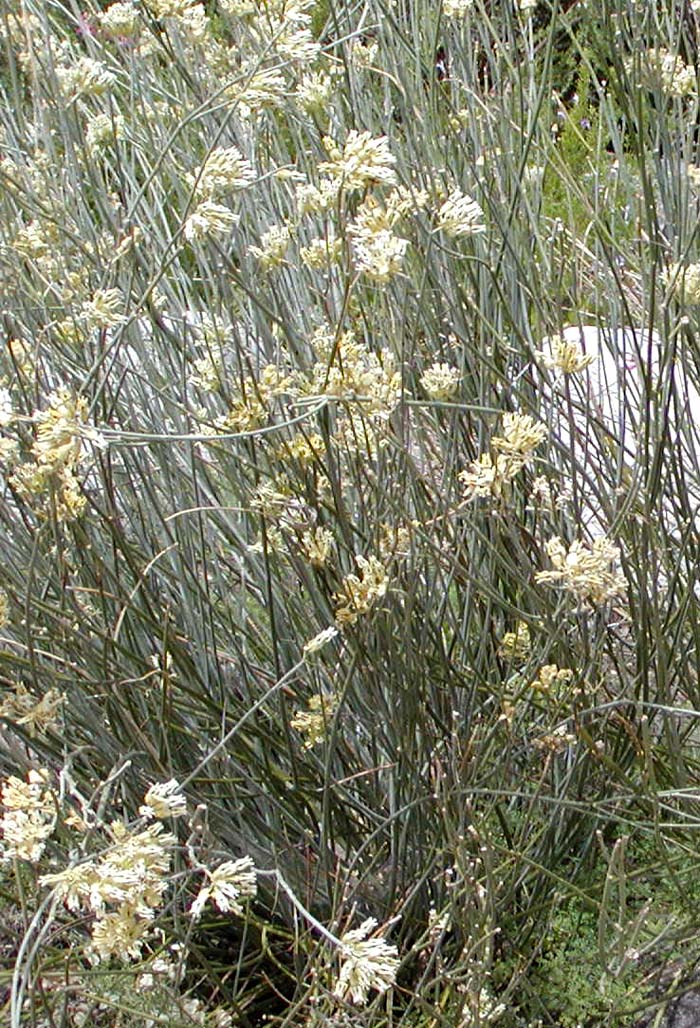
Habitus

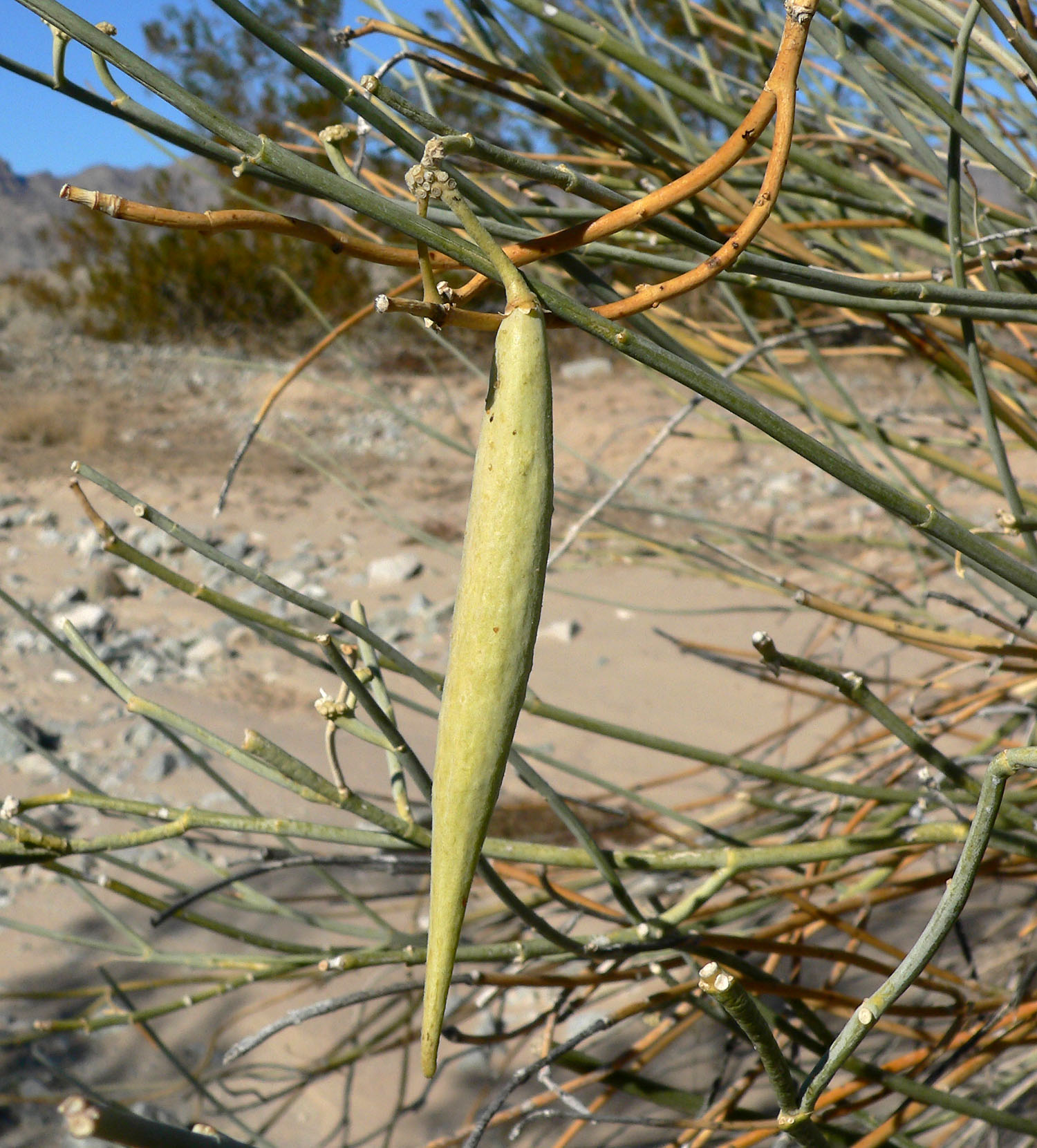
Frucht

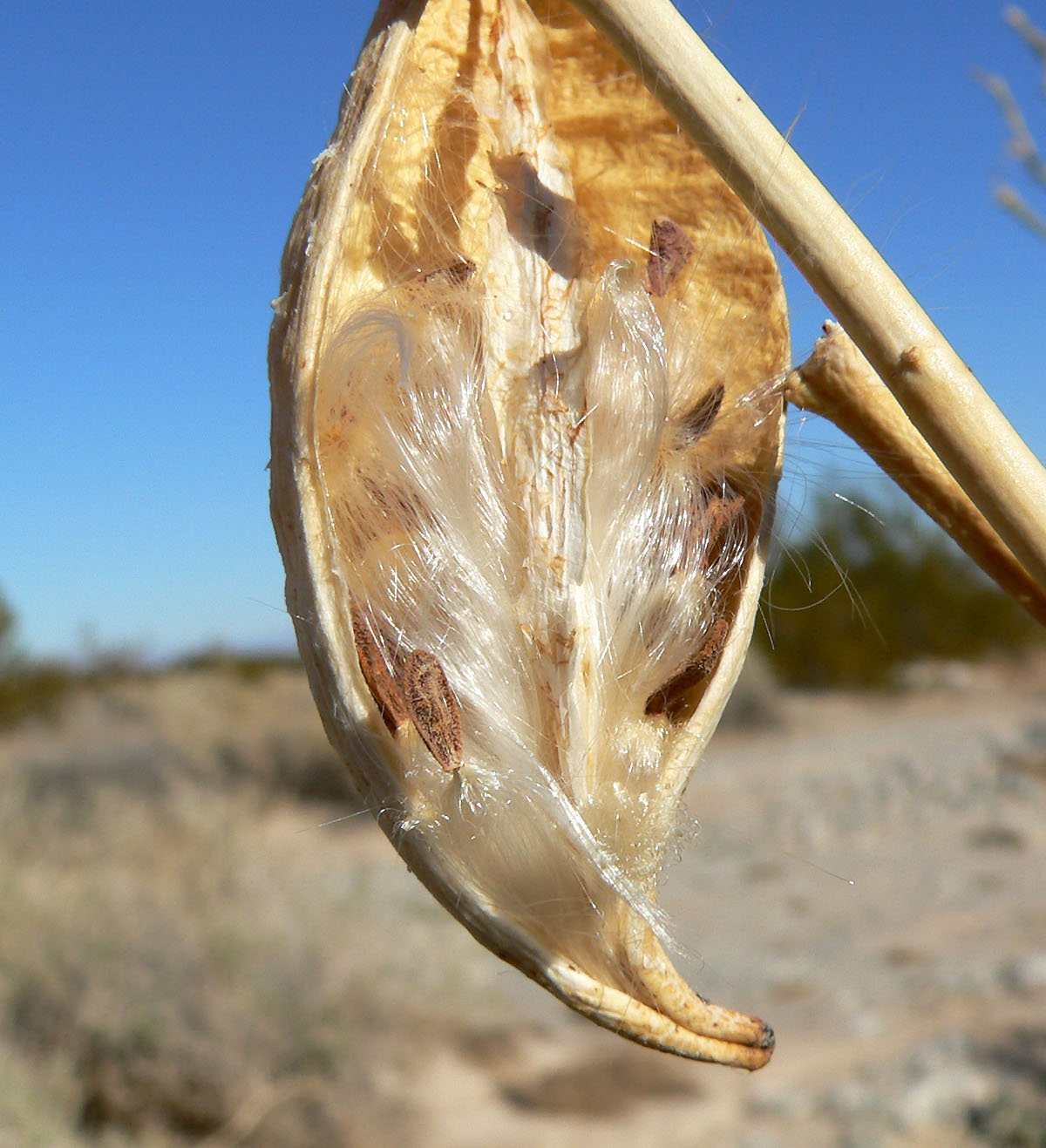
Aufgeplatzte Frucht mit Samen

Asclepias subulata ist eine Pflanzenart aus der Unterfamilie der Seidenpflanzengewächse (Asclepiadoideae). Sie ist die einzige sukkulente Art aus der Gattung der Seidenpflanzen (Asclepias).

## Merkmale

### Vegetative Merkmale
Asclepias subulata bildet schlanke, etwas fragile Halbsträucher, die zum Teil sukkulent sind und Wuchshöhen von 1 bis 2 m erreichen. Die blaugrünen, kahlen und glatten Triebe haben Durchmesser von 3 bis 5 mm. Die Zweige sind nur in größeren Abständen und an den jüngeren Teilen mit gegenständigen Blättern besetzt. Die linealischen, ungestielten, kahlen Laubblätter sind 2 bis 8 cm lang und 1 bis 2 mm breit. Sie fallen sehr schnell ab und in den Trockenzeiten, zur Zeit der Blüte ist die Pflanze ohne Blätter.

### Blütenstand und Blüte
Der Blütenstand wird im Bereich der Zweigspitzen gebildet und besteht aus fünf bis zwölf Blüten. Er hat einen Durchmesser von etwa 3 bis 6 cm. Die wenigen Blütenstände erscheinen von etwa April bis in den späten Herbst. Der relativ kurze, steife Blütenstandsschaft misst 1 bis 2 cm und ist meist fein flaumig behaart. Die schlanken Blütenstiele sind 1 bis 1,5 cm lang und ebenfalls fein flaumig behaart. Die Blüte ist vergleichsweise groß. Die Kelchblätter sind lanzettlich geformt und 3 mm lang. Die Blütenkrone ist gelblich weiß, die Kronblattzipfel (etwa 9 bis 11 mm lang und lanzettförmig) sind völlig zurückgeschlagen. Das Gynostegium ist cremeweiß und besitzt einen kurzen Stiel. Dieser ist konisch, misst 1 mm in der Länge und 2,5 mm in der Breite. Die staminalen, 9 bis 10 mm langen Nebenkronzipfel sind tütenförmig zusammengefaltet. Der hornförmigen Sekundärfortsätze sind etwas kürzer als die staminalen Nebenkronzipfel, werden von diesen komplett umschlossen und sind kaum von außen zu sehen. Der Griffelkopf ist konisch geformt, mit einer Länge von 3 bis 3,5 mm und einer Breite von 4 bis 5 mm.

### Frucht und Same
Die spindelförmigen Balgfrüchte sind 8 bis 10 cm lang und weisen einen Durchmesser von etwa 1 cm auf. Sie sind fein flaumig behaart oder auch kahl. Die ovalen, bis etwa 6 mm langen Samen besitzen einen gelbbraunen Haarschopf mit 3 bis 4 cm Durchmesser.

## Geographische Verbreitung und Habitat
Diese Art kommt in den US-Bundesstaaten Arizona, Kalifornien und Nevada vor und wird hier desert milkweed genannt. In Mexiko ist das Vorkommen auf Niederkalifornien (Baja California) und den nordwestlichen Bundesstaat Sonora beschränkt.
Sie kommt dort auf trockenen, sandigen oder felsigen Böden in Höhenlagen von etwa 50 m bis etwa 850 m vor.

## Ökologie
Die Pflanze ist in allen Teilen giftig. Sie ist in ihrem Areal eine wichtige Raupennahrungspflanze für den Monarchfalter (Danaus plexippus) und den verwandten Falter Danaus gilippus strigosus.